# Ilaria Marchetti
Ilaria Marchetti (ur. 24 czerwca 1991 w Rivoli) – włoska lekkoatletka specjalizująca się w rzucie dyskiem.
W 2010 odpadła w eliminacjach mistrzostw świata juniorów młodszych. Trzy lata później była finalistką mistrzostw Europy do lat 23. 
Medalistka mistrzostw Włoch (w różnych kategoriach wiekowych, w tym seniorów) i reprezentantka kraju w zimowym pucharze Europy w rzutach oraz meczach międzypaństwowych. 
Jej rodzice także byli lekkoatletami – matka Renata Scaglia zdobyła dwa medale igrzysk śródziemnomorskich w rzucie dyskiem, a ojciec Vincenzo Marchetti był mistrzem Włoch w rzucie oszczepem.
Rekord życiowy: 53,89 (2 marca 2013, Ankona).

## Osiągnięcia
| Rok  | Impreza                        | Miejsce               | Lokata            | Wynik |
| ---- | ------------------------------ | --------------------- | ----------------- | ----- |
| 2010 | Mistrzostwa świata juniorów    | Moncton               | el. – 23. miejsce | 45,68 |
| 2013 | Zimowy puchar Europy w rzutach | Castellón de la Plana | 7. miejsce        | 50,80 |
| 2013 | Młodzieżowe mistrzostwa Europy | Tampere               | 10. miejsce       | 49,87 |